# Szlak Między Zdrojami
Szlak Między Zdrojami – okólny czerwony szlak rowerowy w województwie podkarpackim łączący Iwonicz-Zdrój z Rymanowem-Zdrojem.

## Przebieg
Trasa o długości 24 kilometrów przebiega przez następujące miejscowości i punkty: 
- Rymanów
- Rymanów-Zdrój
- Królik Polski
- Bałucianka
- Przymiarki
- Turkówka
- Iwonicz Zdrój
- Klimkówka
- Pustki
- Rymanów[3].

## Galeria

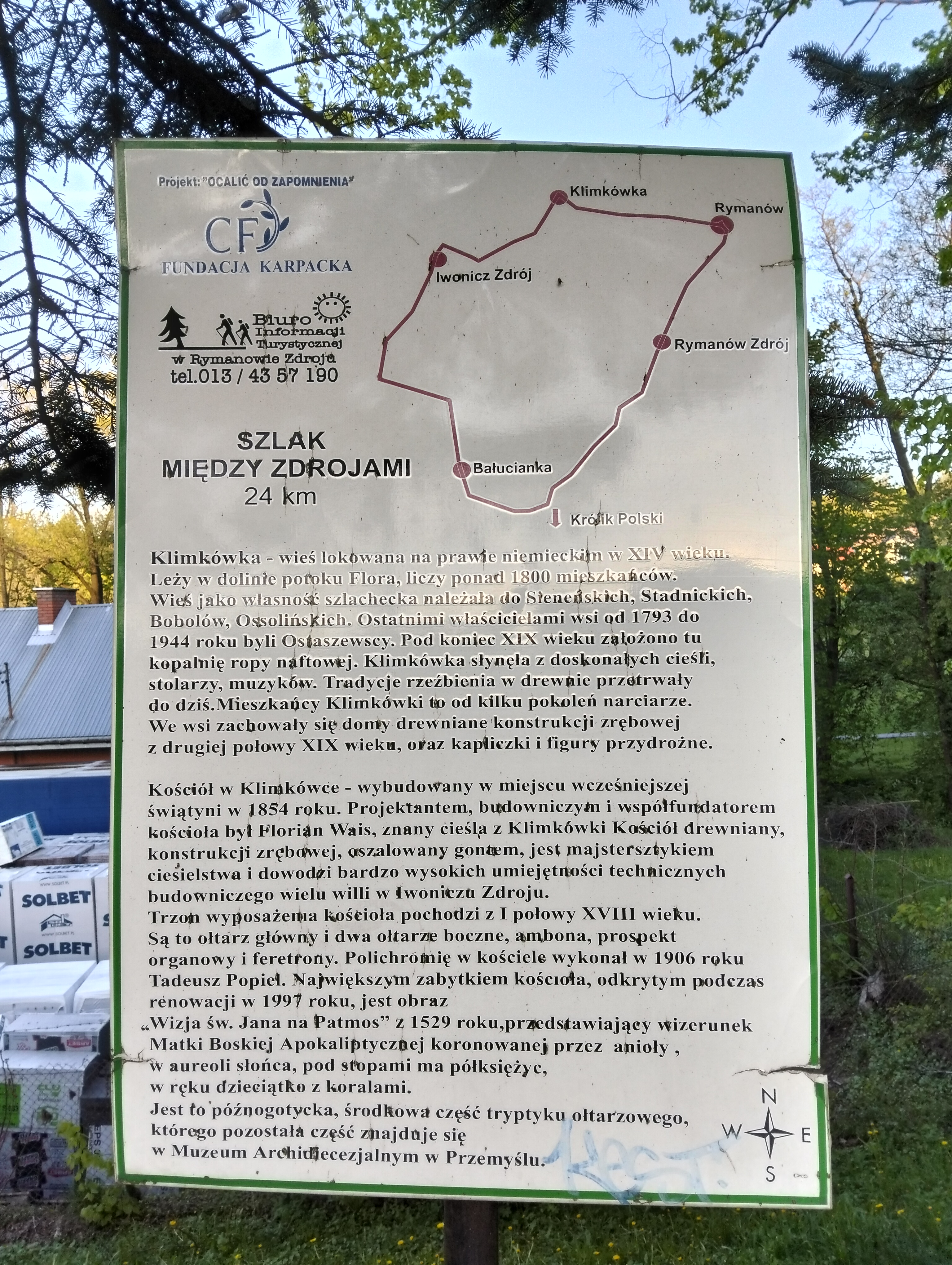
Tablica szlakowa
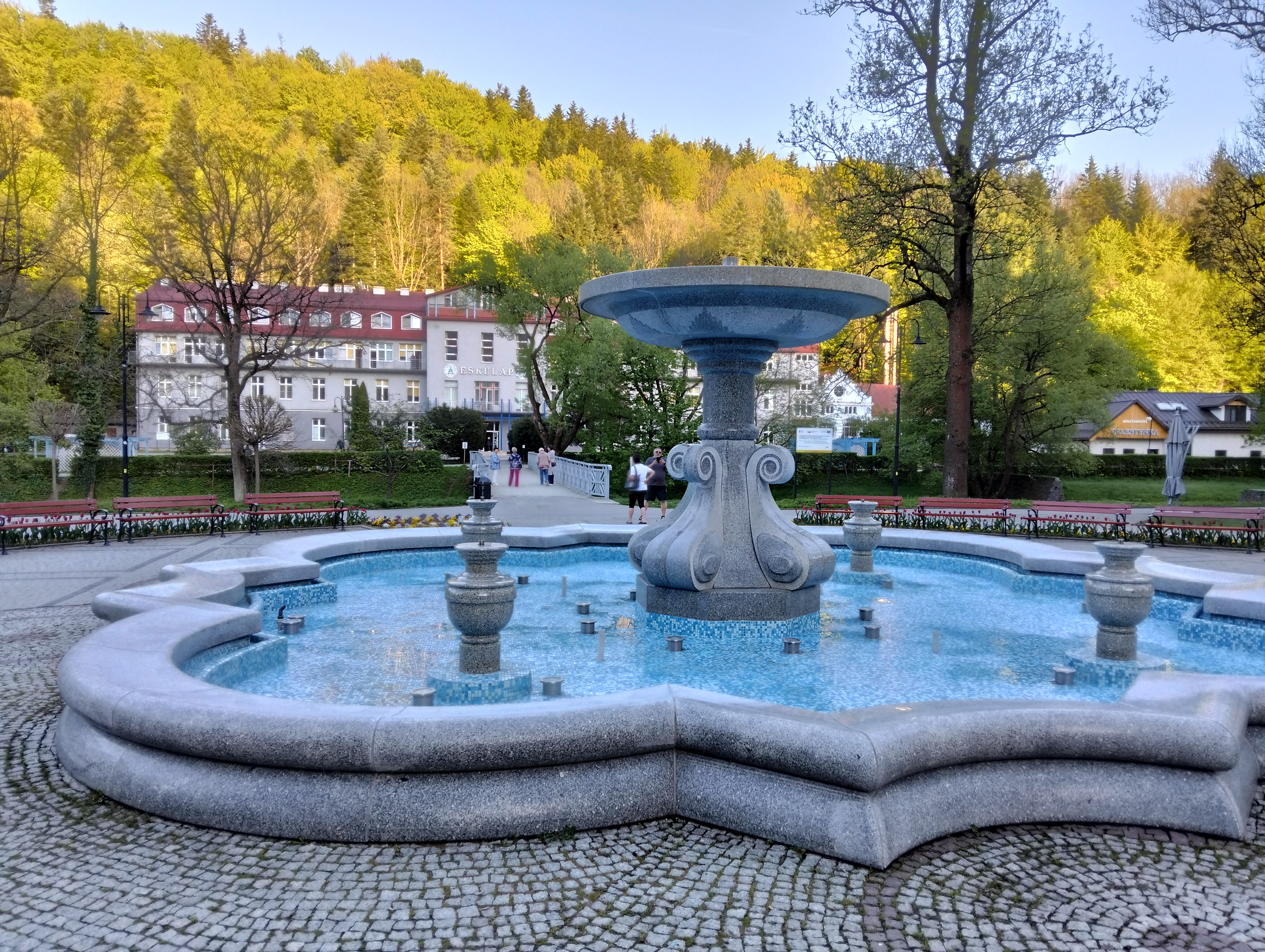
Rymanów-Zdrój
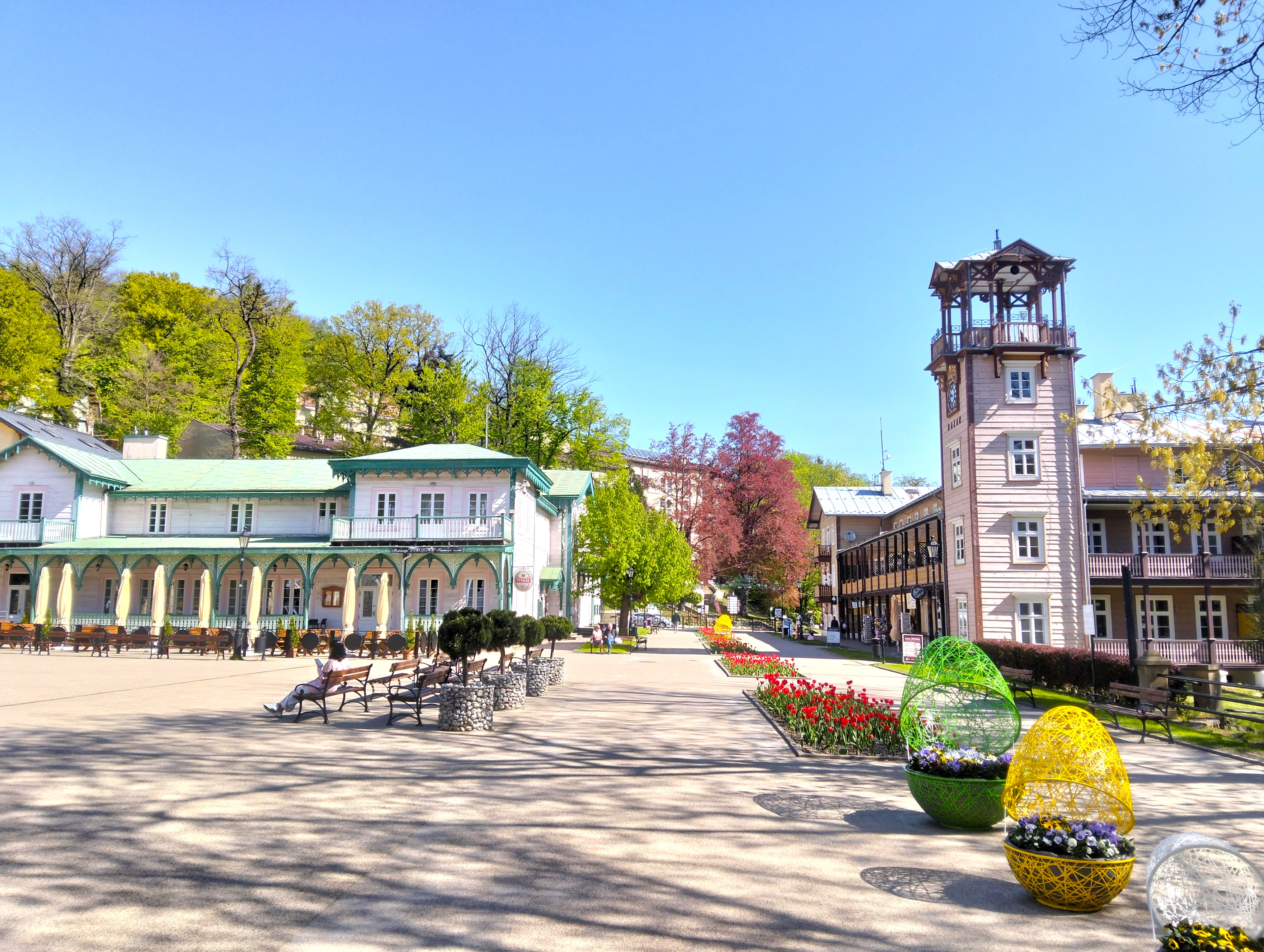
Iwonicz-Zdrój